# Bob Kindred
Robert Hamilton „Bob“ Kindred (* 11. Mai 1940 in Lansing, Michigan; † 15. August 2016 in Nashville) war ein US-amerikanischer Jazzmusiker (Tenorsaxophon, Klarinette, auch Flöte).

## Leben und Wirken
Kindred wuchs im Umland von Philadelphia auf und lernte zunächst Klarinette; er spielte dann Altsaxophon in der Philadelphia Youth Jazz Band unter der Leitung von Jimmy DePriest. Mit 17 Jahren gehörte er den Pennsylvania Sixpence an, die Swing- und Dixieland-Jazz spielten und auch in Europa tourten. Nach dem Collegeabschluss verließ Kindred zunächst das Musikgeschäft und war hauptberuflich als Geschäftsmann tätig. Er kam schließlich durch die Begegnung mit Phil Woods zum Saxophonspiel und zum Modern Jazz; er hatte Unterricht bei Woods, spielte anfangs in Philadelphia in der lokalen Jazzszene und tourte in den folgenden Jahren mit Musikern des Soul Jazz wie Groove Holmes, Charles Earland und Jimmy McGriff. Anschließend wurde er Mitglied der Glenn Miller Band (Ghost Band) und als Solist bei Woody Herman, mit dem 1975 in der New Yorker Carnegie Hall auftrat. In den frühen 1980er-Jahren arbeitete er u. a. mit Hank Jones, Clark Terry, Roy Eldridge, Toots Thielemans, Shirley Scott und Mel Lewis. Unter eigenem Namen legte er ab den 80ern eine Reihe von Alben vor, darunter 2010 das von Todd Barkan produzierte Album Blue Moon (Venus Records), an dem er von einer Rhythmusgruppe aus George Mraz, Ben Riley und John Di Martino begleitet wurde und das Jazzstandards wie Body and Soul, Do Nothin’ Till You Hear from Me, If You Could See Me Now und In a Sentimental Mood enthielt. Im Bereich des Jazz war er zwischen 1980 und 2012 an 51 Aufnahmesessions beteiligt, u. a. mit Meredith D’Ambrosio, Johnny Frigo, Giacomo Gates und Jimmy Scott. Mit seiner Frau, der Sängerin Anne Phillips, schrieb er Bending Towards the Light – A Jazz Nativity. Er war außerdem als Musikpädagoge tätig und unterrichtete in Workshops des International Art Of Jazz, Festival Jazz und der Smithsonian Jazz Repertory Company.

## Diskographische Hinweise
- That Kindred Spirit – Bob Kindred With Strings (Conawago), u. a. mit Gene Bertoncini, Jay Leonhart, John Goldsby
- Bending Towards the Light – A Jazz Nativity: Bob Kindred et al. (Conawago, 1993), u. a. mit Jon Faddis, Lew Soloff, Clark Terry, Benny Powell, Al Grey, Jon Gordon, Jerry Dodgion, Paquito D’Rivera, Virginia Mayhew, Lionel Hampton, Toots Thielemans, Dave Brubeck, Bill Mays, Adam Makowicz, Gene Bertoncini, Ron Carter, Tim Horner, Candido, Tito Puente, Milt Grayson, Grady Tate, Urszula Dudziak, Gail Wynters, Jackie Cain, Roy Kral, New York Voices
- Playin' in the Yard (Jazzmania, 1992), mit Gene Bertoncini, Steve Gilmore, John Kaye
- Hidden Treasures (Conavago, 1994), u. a. mit Richard Stoltzman, Dave Samuels, Bill Charlap, Sean Smith, Tim Horner, Bill Mays, Dave Finck, Grady Tate
- Gentle Giant of the Tenor Sax (Mapleshade, 2001), mit Larry Willis
- Live at Cafe Loup – The Bob Kindred Trio (Conavago, 2005), mit Warren Vaché, Wycliffe Gordon, John Hart, Steve LaSpina, Tim Horner
- Nights of Boleros and Blues (Venus, 2006), mit John Di Martino, Boris Kozlov, Horacio „El Negro“ Hernández
- Your Place Or Mine (Conavago, 2011), mit Paul Meyers